# Nationalisme kanak
Ne doit pas être confondu avec Nationalisme calédonien.
Le nationalisme kanak caractérise un mouvement qui, depuis la fin des années 1960, vise à revendiquer la reconnaissance identitaire de la population mélanésienne de Nouvelle-Calédonie (dite Kanak) et de sa culture en une nation souveraine. Il est ainsi lié aux actions indépendantistes ainsi qu'à la doctrine du socialisme mélanésien.
Ce mouvement a pu être porté par des membres d'autres communautés que mélanésiennes comme les Européens : Pierre Declercq, Maurice Lenormand, Jean-Pierre Déteix, Gérard Reignier ou Gérard Jodar, les Métis François Burck, Jean-Louis d'Anglebermes ou Marie-Pierre Goyetche, le Vietnamien d'origine André Dang Van Nha, les Wallisiens et Futuniens du Rassemblement démocratique océanien, et a pu être combattu par certains Kanaks (Doui Matayo Wetta, Michel Kauma, Henri Naisseline, Dick Ukeiwé, Auguste Parawi-Reybas, Delin Wema, Simon Loueckhote, Hilarion Vendégou, Auguste puis Gérard Poadja, Maurice, Léontine et Alcide Ponga, Léonard Sam, Hélène Iekawé).

## Chronologie

### Événements culturels et identitaires

Logo du festival Mélanésia 2000.

Le nationalisme kanak est d'abord apparu comme un mouvement visant à faire ressortir l'unité de la culture et de l'identité kanak, et de faire reconnaître les Mélanésiens comme un peuple à part entière.
- 3-7 septembre 1975 : organisation à Nouméa du festival des arts Mélanésia 2000, à l'instigation de Jean-Marie Tjibaou, aidé notamment par son beau-père Doui Matayo Wetta, figure politique importante en Nouvelle-Calédonie depuis les années 1950 et opposant historique à toute idée d'indépendance. Lorsqu'il lance l'idée de cette manifestation en 1974, Jean-Marie Tjibaou définit ainsi son but : « Nous avons voulu ce festival parce que nous croyons en la possibilité d'échanges plus profonds et plus suivis entre la culture européenne et la culture kanak [...]. L'espoir qui sous-tend ce projet est grand. Nous devons ensemble le réaliser pour l'avenir culturel de notre jeunesse et la santé de notre pays ». Le Festival est généralement considéré comme le marqueur principal d'une prise de conscience de former un peuple homogène de la part des Kanak.
- 24 septembre 1985 : première diffusion de Radio Djiido, fondée par Octave Togna (militant de l'UC et du FLNKS, neveu du député Rock Pidjot), afin de porter « fièrement la voix des anti-colonialistes et des progressistes face à la propagande de l'État français [représentée selon elle par la radio publique RFO] et de la droite réactionnaire locale [représentée par Radio Rythme Bleu fondée quelques mois plus tôt] »[2].
- 1989 : création de l'Agence de développement de la culture kanak (ADCK), présidée par Marie-Claude Tjibaou, veuve du dirigeant historique de la cause nationaliste kanak, et longtemps dirigée (jusqu'en 2006) par Octave Togna.
- 4-5 mai 1998 : inauguration du Centre culturel Tjibaou, qui doit servir de pôle de développement de la création artistique kanake et un centre de diffusion de la culture contemporaine kanake affirmant la culture kanake dans son patrimoine, dans son actualité et ses créations, de lieu privilégié de rencontre et de création culturelle en Nouvelle-Calédonie suscitant l’émergence de pratiques et de références culturelles nouvelles et communes à l'ensemble de l'archipel avec la culture kanake comme « culture de référence », il[3], et de pôle de rayonnement et d’échanges culturels internationaux.
- 17 janvier 2007 : création de l'Académie des langues kanak (ALK).

### Origines et développement du mouvement politique nationaliste kanak
- 1969 : fondation des « Foulards rouges » par Nidoïsh Naisseline, groupe d'étudiants kanaks indépendantistes influencés par les idées de gauche et contestataires liées au mouvement de Mai 68. Parmi eux, Youyoune Sipa, Henri Bailly. Surtout composé de Mélanésiens originaires des Îles Loyauté, où la présence européenne a toujours été réduite, il se concentre essentiellement sur des considérations identitaires, clamant que : « L'identité kanak est une question de vie ou de mort ». Le foulard rouge serait une référence au foulard rouge (supposé) donné par Louise Michel aux insurgés de 1878.
- 1971 : fondation du «Groupe 1878», en référence à la révolte du grand-chef Ataï, par Élie Poigoune (1945-), avec Edmond Koataiba, Madeleine et Bernadette Ayawa, Déwé Gorodey, Edmond Koataida, Gabriel Montéapo, et d'autres. Du même type que les « Foulards rouges », il est plus présent sur la Grande Terre et plus orienté vers la revendication foncière. Le journal est Andi mâ Dhö.
- 24 juin 1975 : l'Union multiraciale (UMNC) du président de l'Assemblée territoriale Yann Céléné Uregeï, parti créé par des dissidents mélanésiens de l'aile gauche de l'Union calédonienne (UC, parti pluriethnique et autonomiste qui a dominé la scène politique néo-calédonienne de sa création en 1953 à 1972), prend officiellement position pour l'indépendance, et déclare : « La Nouvelle-Calédonie appartient aux Kanaks, véritables propriétaires du pays ». Il change son nom en Front uni de libération kanak (FULK).
- 25 juin 1975 : à la tribu de La Conception au Mont-Dore, et dont le chef est le député et président de l'UC Rock Pidjot, une quarantaine de membres de l'UC, de l'UMNC, des Jeunesses ouvrières calédoniennes (JOC) et du « Groupe 1878 » décident de coordonner leur action au sein d'un « Comité de coordination pour l'indépendance » et à l'aide d'un manifeste commun.
- juillet 1975 : fondation du Parti de libération kanak (Palika), par fusion des « Foulards rouges » et du « Groupe 1878 ».
- 22 mai 1977 : l'UC, qui reste encore à l'époque le premier parti du Territoire même s'il n'est plus majoritaire, se prononce officiellement « pour l'autonomie, première étape sur la voie de l'indépendance » lors de son Congrès de Bourail. Lors de celui-ci, une nouvelle génération de dirigeants nationalistes ayant émergé depuis le début des années 1970 (les Kanak Jean-Marie Tjibaou, Éloi Machoro et Yeiwéné Yeiwéné, mais aussi le métis François Burck et l'européen Pierre Declercq) prend le contrôle du parti, avec le soutien de Rock Pidjot. Ce virage est confirmé au congrès de Maré de 1978, affirmant que « l'Union calédonienne s'engage résolument vers l'indépendance ».
- 4 juin 1979 : Jean-Marie Tjibaou crée un Front indépendantiste (FI), alliance politique et électorale réunissant l'UC, le Palika, le FULK, le Parti socialiste calédonien (PSC) et l'Union progressiste en Mélanésie (UPM).
- 8 avril 1981 : fondation du mouvement Libération kanak socialiste (LKS) par des dissidents du Palika emmenés par Nidoïsh Naisseline. Le LKS reste membre du Front indépendantiste, alors que le Palika en sort.
- 5 décembre 1981 : création de l'Union syndicale des travailleurs kanaks et des exploités (USTKE) par Louis Kotra Uregei, qui vise à prolonger l'action nationaliste et indépendantiste kanak au sein du mouvement ouvrier néo-calédonien.
- 12 juillet 1983 : à Nainville-les-Roches[4],[5], reconnaissance du droit à l'autodétermination.
- 22-24 septembre 1984 : Congrès de l'Océanic à Ducos (Nouméa) pour la dissolution du Front indépendantiste et la création du Front de libération nationale kanak et socialiste, dirigé par Jean-Marie Tjibaou. Il se dote d'une charte fixant notamment l'objectif de ce nouveau mouvement : l'« indépendance kanak socialiste » (IKS) par la lutte, décidant le boycott actif des élections territoriales à venir et des institutions. Il réunit l'UC, de nouveau le Palika, le FULK, l'UPM, le PSC et l'USTKE. Le LKS refuse cette stratégie et continue à militer pour une indépendance obtenue par les urnes : il ne participe donc pas à la formation du FLNKS. C'est le début des « Évènements », qui voient s'affronter violemment partisans et opposants de l'indépendance jusqu'en 1988.
- 1er décembre 1984 : un Gouvernement provisoire de Kanaky (GPK) est créé, présidé par Jean-Marie Tjibaou.
- 2 décembre 1986 : l'Assemblée générale des Nations unies (à la majorité des 3/5e de ses membres) vote la résolution 41/41 A affirmant « le droit inaliénable du peuple de la Nouvelle-Calédonie à l’autodétermination et à l’indépendance » et inscrivant l'archipel sur la liste des territoires non autonomes selon l'ONU.
- 26 juin 1988 : signature de l'accord de Matignon entre le FLNKS, emmené par Jean-Marie Tjibaou, et le Rassemblement pour la Calédonie dans la République (RPCR) du député Jacques Lafleur, rétablissant la paix civile et mettant fin aux « Évènements ». Un référendum d'autodétermination est prévu pour 1998.
- 27 juillet 1989 : l'USTKE se détache totalement du Front au nom de la séparation entre politique et syndicalisme.
- 1989-1990 : le FULK, qui a refusé les accords de Matignon-Oudinot de 1988, se retire progressivement du FLNKS.
- 6 février 1994 : lors de son XIIIe Congrès, le FLNKS opte officiellement pour une « indépendance négociée », abandonnant définitivement l'option de la lutte armée.
- 12 février 1994 : création par des Wallisiens et Futuniens de Nouvelle-Calédonie indépendantistes du Rassemblement démocratique océanien (RDO), qui tend à faire évoluer le concept d'« indépendance kanak » vers une acception plus pluriethnique.
- 14 février 1998 : le RDO devient la quatrième composante du FLNKS, aux côtés de l'UC, du Palika et de l'UPM.
- 5 mai 1998 : signature de l'accord de Nouméa par le FLNKS de Rock Wamytan et le RPCR de Jacques Lafleur : l'autodétermination est repoussée entre 2014 et 2018, laissant place entre-temps à une période de transferts progressifs de pratiquement toutes les compétences de l'État à la Nouvelle-Calédonie, à l'exception des régaliennes.
- mai 1998 : création de la Fédération des comités de coordination indépendantistes (FCCI) par des dissidents du FLNKS partisans de négociations permanentes avec les anti-indépendantistes du RPCR, dont ils deviennent une force d'appoint dans les institutions jusqu'en 2004.
- 17-18 novembre 2007 : l'USTKE (qui s'est opposé à l'accord de Nouméa) se dote d'un bras politique, le Parti travailliste, se voulant plus à gauche que le FLNKS avec une plateforme nettement anticapitaliste et altermondialiste et appelant à une « indépendance dès 2014 ».
- 8 juillet 2021 : Louis Mapou (UNI-Palika) est élu président du gouvernement de la Nouvelle-Calédonie, devenant le premier nationaliste kanak à diriger un exécutif néo-calédonien depuis Jean-Marie Tjibaou en 1982-1984. Il le reste jusqu'au 15 janvier 2025.
- 24 septembre 2023 : Robert Xowie (UC) est élu à l'un des deux sièges à pourvoir au Sénat français grâce au soutien d'une partie des grands électeurs non-indépendantistes, il est alors le premier indépendantiste à entrer dans cette institution.
- 13 mai 2024 : début d'émeutes, essentiellement dans le Grand Nouméa, à la suite d'un projet de révision constitutionnelle visant à mettre partiellement fin au gel du corps électoral habilité à voter aux élections provinciales. Ces violences provoquent 14 morts (dont 2 gendarmes), plusieurs centaines de blessés et 2,2 milliards d'euros de dégâts (au 5 juillet 2024). La Cellule de coordination des actions de terrain (CCAT), organisation en partie liée à l'Union calédonienne dont la plupart des dirigeants (Christian Tein notamment) sont issus, est accusée par les non-indépendantistes, par les autorités françaises mais aussi une partie des indépendantistes (notamment ceux de l'UNI) d'être responsable des multiples meurtres, incendies et exactions commis alors[6]. De plus, des soupçons d'ingérences étrangères, surtout de la part de l'Azerbaïdjan, sont émis par le gouvernement français[7].
- 7 juillet 2024 : Emmanuel Tjibaou (UC) est élu à l'Assemblée nationale française lors d'une campagne marquée par des émeutes, devenant le premier député indépendantiste depuis 1988.
- 12 juillet 2025 : l’Élysée et le gouvernement français organisent des négociations qui aboutissent à la signature d'un accord dit de Bougival d'évolution institutionnelle pour la Nouvelle-Calédonie entre les principaux dirigeants indépendantistes et non-indépendantistes[8]. L'accord doit encore être approuvé par le Parlement français, le Congrès de la Nouvelle-Calédonie et par les Calédoniens eux-mêmes.

### Drames importants dans la culture nationaliste kanak
- 19 septembre 1981 : assassinat de Pierre Declercq, secrétaire général de l'UC. Un Collectif Pierre-Declercq est créé au sein du Front indépendantiste puis du FLNKS pour entretenir sa mémoire et revendiquer que la lumière soit faite sur les circonstances de sa mort. Un mois de manifestations et de barrages routiers s'ensuit. (Assassinat d'Émile Kutu, à Gomen).
- 5 décembre 1984 : dix militants indépendantistes, dont deux frères du dirigeant du FLNKS Jean-Marie Tjibaou, sont tués dans une embuscade montés par des anti-indépendantistes près de la tribu de Tiendanite à Hienghène en représailles aux incendies et aux pillages répétés de maisons de Caldoches par les militants du FLNKS dans les environs. Malgré ce drame, le FLNKS et Jean-Marie Tjibaou confirment leur mot d'ordre de lever les barrages. Les auteurs de l'embuscade sont acquittés par la Cour d'Assise le 29 octobre 1987, ce que Jean-Marie Tjibaou commente en ces termes : « La chasse au Kanak est ouverte ».
- 12 janvier 1985 : Éloi Machoro, successeur de Pierre Declercq au secrétariat général de l'UC et « ministre de la Sécurité » du Gouvernement provisoire de Kanaky, est tué avec un autre militant indépendantiste, Marcel Nonnaro, durant un assaut de la gendarmerie pour libérer la maison d'un Européen qu'ils occupaient près de Canala. Éloi Machoro est considéré par les indépendantistes kanak comme un « martyr ».
- 5 mai 1988 : « opération Victor », assaut mené sur la grotte de Gossanah à Ouvéa pour libérer des gendarmes pris en otages par des militants indépendantistes le 22 avril 1988. 19 des preneurs d'otages et 2 militaires sont tués. Les indépendantistes accusent alors les forces de l'ordre d'avoir « laissé mourir volontairement » ou « exécuté sommairement » certains preneurs d’otages après l’assaut. Ceci marque l'apogée de la violence des « Évènements », et pousse les dirigeants des deux camps à négocier un retour à la paix qui va aboutir aux accords de Matignon. La question de la prise d'otages d'Ouvéa et de son issue font toujours partie des sujets les plus sensibles au sein de l'opinion publique néo-calédonienne.
- 4 mai 1989 : assassinat à Ouvéa, par Djubelly Wéa, un militant indépendantiste extrémiste issu du FULK opposé aux accords de Matignon qu'il voit comme une trahison de la part des dirigeants du FLNKS, de Jean-Marie Tjibaou et de Yeiwéné Yeiwéné, lors des cérémonies de levé de deuil des militants indépendantistes morts dans l'affaire de la grotte de Gossanah l'année précédente.

## Partis politiques nationalistes actuels
- Au sein du FLNKS, de plus en plus éclaté depuis les années 1990 :
  - l'Union nationale pour l'indépendance (UNI), coalition dominée par Paul Néaoutyine et généralement composée :
    - du Palika (porte-parole : Paul Néaoutyine, Charles Washetine ou Louis Mapou),
    - de l'UPM (président : Victor Tutugoro),

  - l'UC (président : Emmanuel Tjibaou),
  - le RDO (président : Aloïsio Sako), allié tour à tour à l'UNI ou à l'UC.
- Parti travailliste (présidente : Marie-Pierre Goyetche).
- Unir et Construire dans le Renouveau (UC Renouveau, président : Jacques Lalié).
- le LKS (dirigeant : Basile Citré).
- FCCI (président : François Burck).

## Revendications
Le nationalisme kanak, partagé par une gamme importante de partis politiques qui se sont de plus en plus différenciés idéologiquement au cours du temps, est attaché à un certain nombre de revendications récurrentes :
- l'indépendantisme avec la création d'un État nation souverain centré sur un peuple Kanak généralement comparé au « poteau central de la case » (même si l'objectif d'indépendance ethnique a été abandonné par la plupart des formations indépendantistes). Cet État indépendant souhaité est le plus souvent appelé Kanaky. ;
- la reconnaissance de l'identité et de la culture kanak, passant par la défense et la promotion des langues kanak (dans l'enseignement, dans les médias, notamment), de la « coutume » et des traditions kanak et de la réflexion sur le rapport entre modernité, apports de l'Occident et de l'organisation sociale traditionnelle. Jean-Marie Tjibaou rejette une définition trop traditionaliste de la notion d'identité kanak, déclarant en 1985 : « le retour à la tradition, c'est un mythe. Aucun peuple ne l'a jamais vécu. La recherche, le modèle pour moi, il est devant soi, jamais en arrière ». Ce propos est repris depuis la signature des accords de 1988 et de 1998 et du concept de destin commun autant par les tenants du nationalisme que par des anti-indépendantistes à travers la phrase : « Notre identité, elle est devant nous » ;
- la réforme foncière visant à gommer les effets de la colonisation, qui a créé les réserves, tandis que la terre est l'un des fondements de l'identité et donc du nationalisme kanak, comme le définit Jean-Marie Tjibaou en 1981 : « Elles [les terres] sont l'unité de notre peuple,/ Elles sont l'univers que nous partageons avec nos dieux,/ Elles sont l'élément spatial de nos alliances avec les clans frères,/ Elles font partie de notre existence » ;
- le rééquilibrage, tant géographique (entre le Sud urbanisé, industrialisé et qui concentre l'essentiel des emplois et des richesses, et le reste de la Grande Terre et les Îles, d'où notamment le soutien au projet d'usine du Nord et de développement de la conurbation Voh-Koné-Pouembout) qu'économique et social ;
- la limite du corps électoral, avec une condition de durée de résidence figée, la défense de l'emploi local, une définition restreinte de la citoyenneté néo-calédonienne et le contrôle strict de l'immigration ;
- le nationalisme kanak a longtemps été associé au socialisme, pouvant aller du « socialisme scientifique » du Palika au socialisme mélanésien, réformiste et teinté d'inspirations chrétiennes, de l'UC ;
- un lien international traditionnel fort avec le mouvement des non-alignés, le Groupe mélanésien Fer de lance et tout particulièrement le Vanuatu.

## Symboles

### Personnalités emblématiques

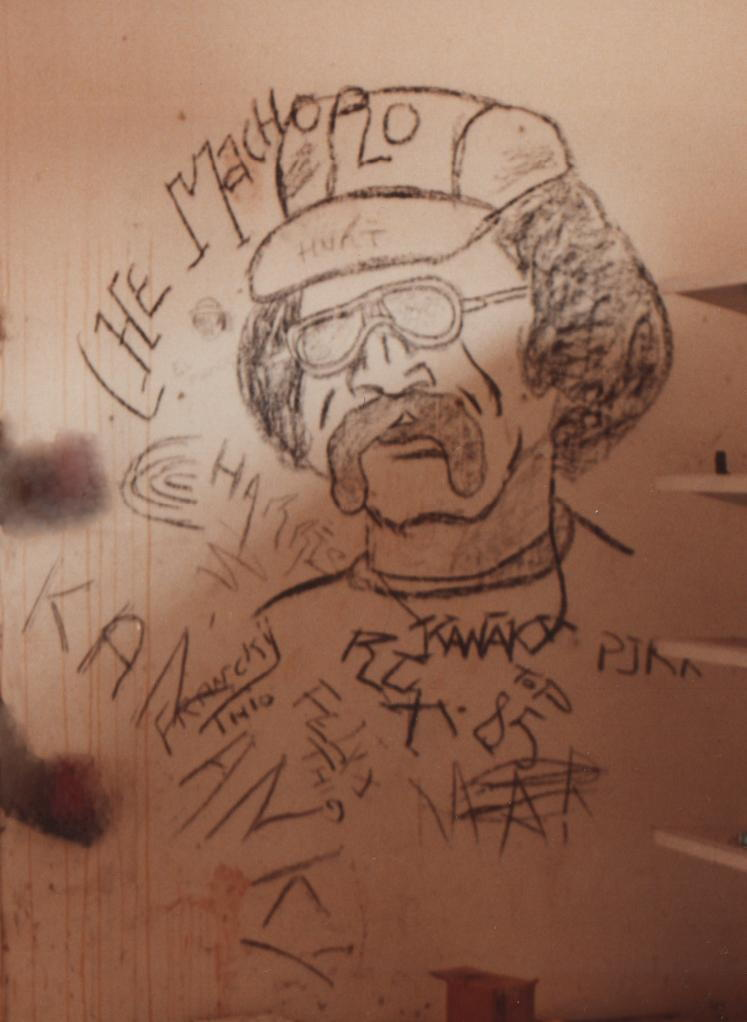
Graffitis nationalistes kanak à l'effigie d'Éloi Machoro à Thio en 1985.

De nombreuses figures sont citées en exemple du mouvement nationaliste, qu'elles l'aient précédé ou accompagné : 
- Ataï, « grand-chef » de Komalé qui a mené l'insurrection de 1878 contre les colons-éleveurs de la côte ouest de la Grande Terre et les autorités coloniales. L'un des tout premiers mouvements indépendantistes, le « Groupe 1878 », y faisait référence, tandis que la question de la recherche de la tête du grand-chef (qui a abouti le 5 juillet 2011, le mensuel de Nouvelle-Calédonie Le Pays annonçant alors que son crâne avait été retrouvé au Jardin des plantes de Paris dans les réserves entreposées là pendant les travaux de restauration du Musée de l'Homme[9]) puis de son retour en Nouvelle-Calédonie devient une revendication importante pour les indépendantistes ;
- Jean-Marie Tjibaou, considéré comme le dirigeant historique indépendantiste et le « père du nationalisme kanak » dont il a théorisé les principales notions et qu'il a structuré politiquement en le dotant de symboles, d'une fédération de partis (le FLNKS) et d'ébauches d'institutions pour un État indépendant ;
- Pierre Declercq (bien que non kanak), Éloi Machoro ou Yeiwéné Yeiwéné, considérés comme des « martyrs » de la cause nationaliste kanak en raison des circonstances de leurs morts.

### Emblèmes culturels et identitaires

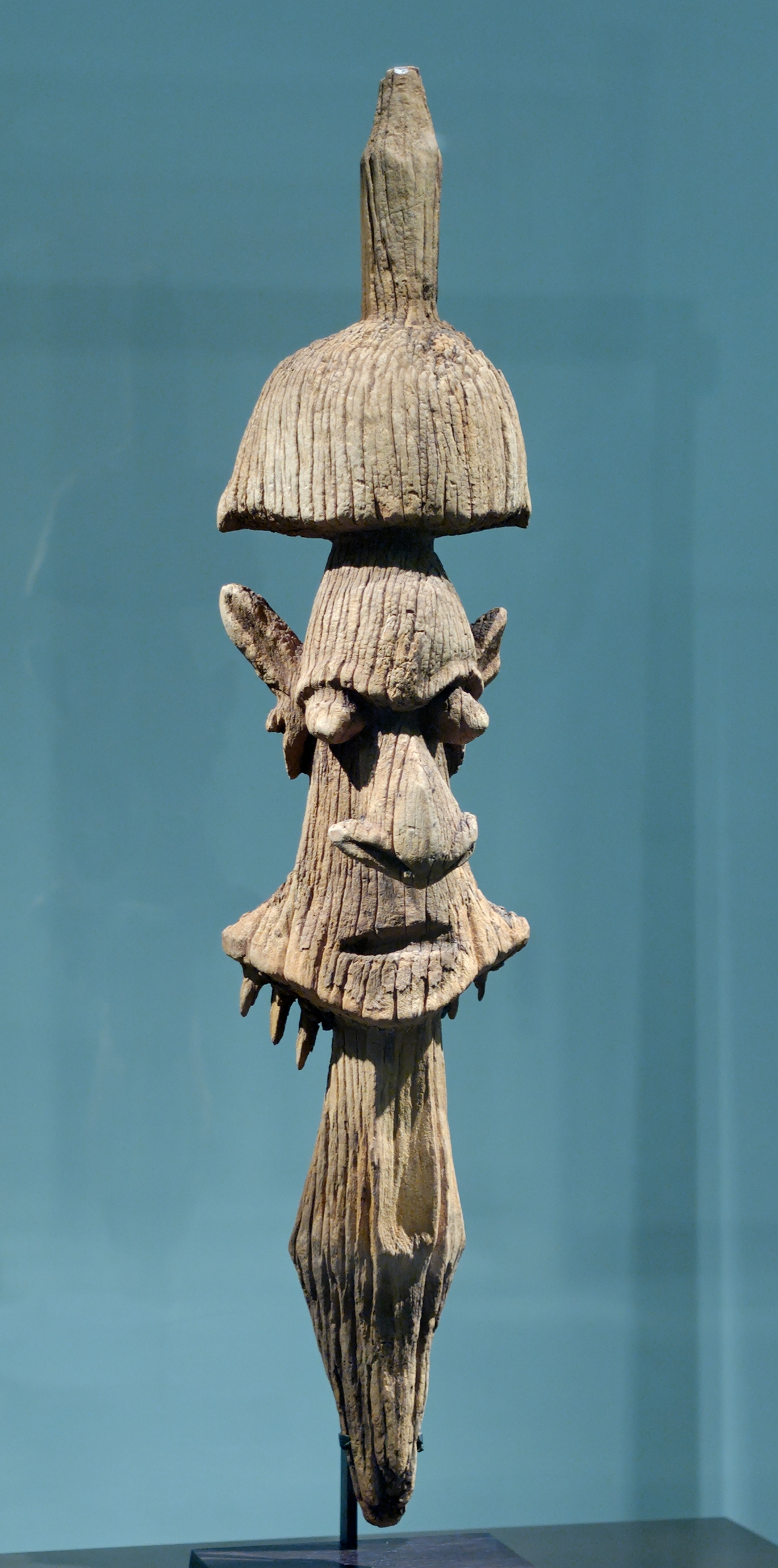
Flèche faîtière kanak, XVIIIe siècle, bois de houp, Louvre.

- Téâ Kanaké, premier homme légendaire d'un mythe en langue paicî popularisé par Jean-Marie Tjibaou lors du festival Mélanésia 2000.
- La flèche faîtière, élément important de l'architecture traditionnelle kanak (ornant le sommet des cases), représentant le « frère aîné », à savoir le chef de clan, ou, aux îles Loyauté, le grand chef du district. Elle se retrouve sur le logo du festival Mélanésia 2000, sur le drapeau Kanaky et sur les pavillons des Provinces Nord et des îles Loyauté (les deux seules à majorité indépendantistes) depuis 1989. Il s'agit de l'un des trois éléments composant (avec le pin colonnaire et le nautile) l'emblème de la Nouvelle-Calédonie et le logo du gouvernement local.
- Le Mwâ kâ, un grand totem symbolique réalisé en 2003 pour marquer le 150e anniversaire du rattachement à la France (le 24 septembre 1853) et pour représenter les huit aires coutumières de Nouvelle-Calédonie et le destin commun partagé avec les autres communautés de l'archipel. Initialement placé dans la cour de l'Hôtel de la Province Sud, il est déplacé le 24 septembre 2004 en face du musée de Nouvelle-Calédonie et du marché de Port Moselle à Nouméa. Ce lieu est devenu un lieu de rassemblement à chaque 24 septembre, s'y retrouvant généralement des dirigeants et militants indépendantistes mais aussi des officiels locaux de toutes orientations politiques.

### Drapeau

Le « drapeau kanaky ».

Le même jour que l'installation du GPK le 1er décembre 1984 est hissé pour la première fois à la tribu de La Conception au Mont-Dore le drapeau dit « de Kanaky », « Kanaky » ou « indépendantiste ». Celui-ci est toujours utilisé comme emblème par tous les partisans de l'indépendance : il flotte généralement aux côtés du drapeau français et du pavillon municipal dans les communes dont le maire est indépendantiste et est devenu un motif fréquent sur tissus et vêtements. Il est toutefois rejeté par beaucoup des non-indépendantistes et plus particulièrement par ceux issus de communautés non mélanésiennes.
Le 13 juillet 2010, le Congrès de la Nouvelle-Calédonie a émis le « vœu que soient arborés, ensemble, en Nouvelle-Calédonie, le drapeau dont la description est annexée et le drapeau national ». Ce vœu n'ayant pas de force juridique contraignante, chaque collectivité est laissée libre de l'appliquer ou non. Cette décision a depuis fortement clivé la classe politique néo-calédonienne, tant au sein des indépendantistes (le Palika et le LKS se montrant critique à l'égard de la méthode utilisée) que des non-indépendantistes (les partis Calédonie ensemble, Union pour un destin calédonien UDC, Rassemblement pour la Calédonie RPC et Mouvement de la diversité LMD, qui représentent 15 des 31 élus anti-indépendantistes au Congrès depuis 2011, s'y opposent, de même que la section locale du FN).

## Influences étrangères

### Intérêts de la Chine
Le nationalisme kanak (et plus précisément l'indépendantisme calédonien) est largement soutenu par le gouvernement chinois, déjà principal sponsor du Groupe Fer de lance mélanésien. Ainsi, d'après un rapport de l'Institut de recherche stratégique de l'École militaire, la Chine considère la Nouvelle-Calédonie comme une « cible prioritaire » pour ses ressources minières et ses eaux territoriales, sur laquelle elle a notamment lancé une campagne de propagande intense visant à l'intégrer dans son réseau d'influence. Certains analystes redoutent donc que les discours de « décolonisation » française ne dissimulent un projet de colonisation chinoise, comme cela est déjà à l’œuvre dans plusieurs autres pays du Pacifique.

### Accusations d'ingérences contre l'Azerbaïdjan
En juillet 2023, l'Azerbaïdjan avait invité des indépendantistes des territoires français d'outre-mer de Martinique, de Guyane, de Nouvelle-Calédonie et de Polynésie française à une conférence à Bakou, qui a vu la création du « Groupe d'initiative de Bakou » dont l'objectif déclaré est de soutenir « la lutte contre le colonialisme ». Depuis lors, plusieurs actes de rapprochements entre ce régime politique autoritaire et certains élus nationalistes kanaks se sont répétés, dans un contexte de tensions persistantes entre la France et l'Azerbaïdjan.
Ainsi, en avril 2024, l'élue indépendantiste du Congrès Omayra Naisseline a fait face à une controverse après avoir signé un mémorandum de coopération entre le Congrès et l'Assemblée nationale d'Azerbaïdjan. Cet acte a suscité des critiques de la part de plusieurs élus, qui ont considéré cette initiative comme une faute politique et morale en raison du caractère autoritaire du régime de Bakou et des accusations d'ingérences de ce pays dans plusieurs troubles sociaux touchant les pays européens. Roch Wamytan, alors président du Congrès, déclare l'avoir habilitée à le faire . Mais le procureur de la République de Nouméa, Yves Dupas, confirme un signalement pour “un éventuel détournement de fonds publics pour les frais de déplacements.". Le 14 octobre suivant, lors d'une conférence de presse, la nouvelle présidente du Congrès, Veylma Falaeo, déclare le mémorandum "nul et non avenu", stipulant qu'Omayra Naisseline, n'étant pas une des vice-présidentes de l'institution, n'avait donc aucune habilitation à la faire, conformément à l’article 70 de la loi organique ainsi que l’article 12 du règlement intérieur du Congrès.
Dans le cadre des émeutes de 2024, le 16 mai, questionné sur France 2, le ministre français de l'Intérieur Gérald Darmanin accuse l'Azerbaïdjan (dont le drapeau, aux couleurs voisines de celles du drapeau kanak, est parfois brandi aux côtés de ce dernier par les émeutiers) d'ingérences en ayant conclu un accord avec une partie des partisans de l'indépendance. L'Azerbaïdjan rejette ce qu'il appelle les « accusations infondées du ministre français ».
Cependant, des médias azerbaïdjanais montrent des militants kanaks brandissant des portraits d’Ilham Aliev et des tee-shirts aux couleurs de l'Azerbaïdjan. Le journal d'État Respublika titre « La France doit des excuses à l'humanité » ou écrit encore que « les Français provoquent des bains de sang partout où ils posent le pied ». Des comptes sociaux pro-azerbaïdjanais sont associés à la diffusion de la désinformation concernant les actions de la police française en Nouvelle-Calédonie. D'après les autorités françaises, il s'agit d'une opération « massive et coordonnée » opérée par des acteurs azerbaïdjanais. L'Azerbaïdjan nie toute implication. Plus précisément, le ministère de l'Intérieur et VIGINUM accusent l'Azerbaïdjan d'ingérence, en propageant de la désinformation sur les réseaux sociaux pour soutenir les indépendantistes,,.
Dans la nuit du mardi 21 au mercredi 22 mai, une attaque informatique « d'une force inédite » a été bloquée sur le territoire, peu après l'annonce de la venue d'Emmanuel Macron dans l'archipel, a rapporté le gouvernement local. Cette attaque « extérieure », menée par l'envoi de millions de courriels de manière simultanée, avait « pour but de saturer le réseau internet calédonien », mais a pu être arrêtée avant qu'il y ait des dégâts importants.
Une nouvelle polémique a lieu lors du « premier congrès des colonies françaises » organisé par le Groupe d'initiative de Bakou (GIB) dans la capitale de l'Azerbaïdjan les 17 et 18 juillet 2024. Un autre dirigeant de l'Union calédonienne, Mickaël Forrest, membre du gouvernement de la Nouvelle-Calédonie chargé des Relations extérieures, y assiste. Ce déplacement relance les accusations d'ingérences contre le pays du Caucase, ainsi que, possiblement en arrière fond, celles de la Russie.